# Orthosia apicata
Orthosia apicata là một loài bướm đêm trong họ Noctuidae.